# شرکت آبجوسازی میلر
شرکت آبجوسازی میلر یک شرکت آبجوسازی آمریکایی در میلواکی، ویسکانسین است. این شرکت در سال ۱۸۵۵ توسط فردریک میلر تأسیس شد. شرکت مولسون کورس مجموعه کامل برند جهانی شرکت آبجوسازی میلر را در سال ۲۰۱۶ به دست آورد، و کارخانه آبجوسازی میلر را در محل مجتمع اصلی شرکت اداره می‌کند.

## تاریخ

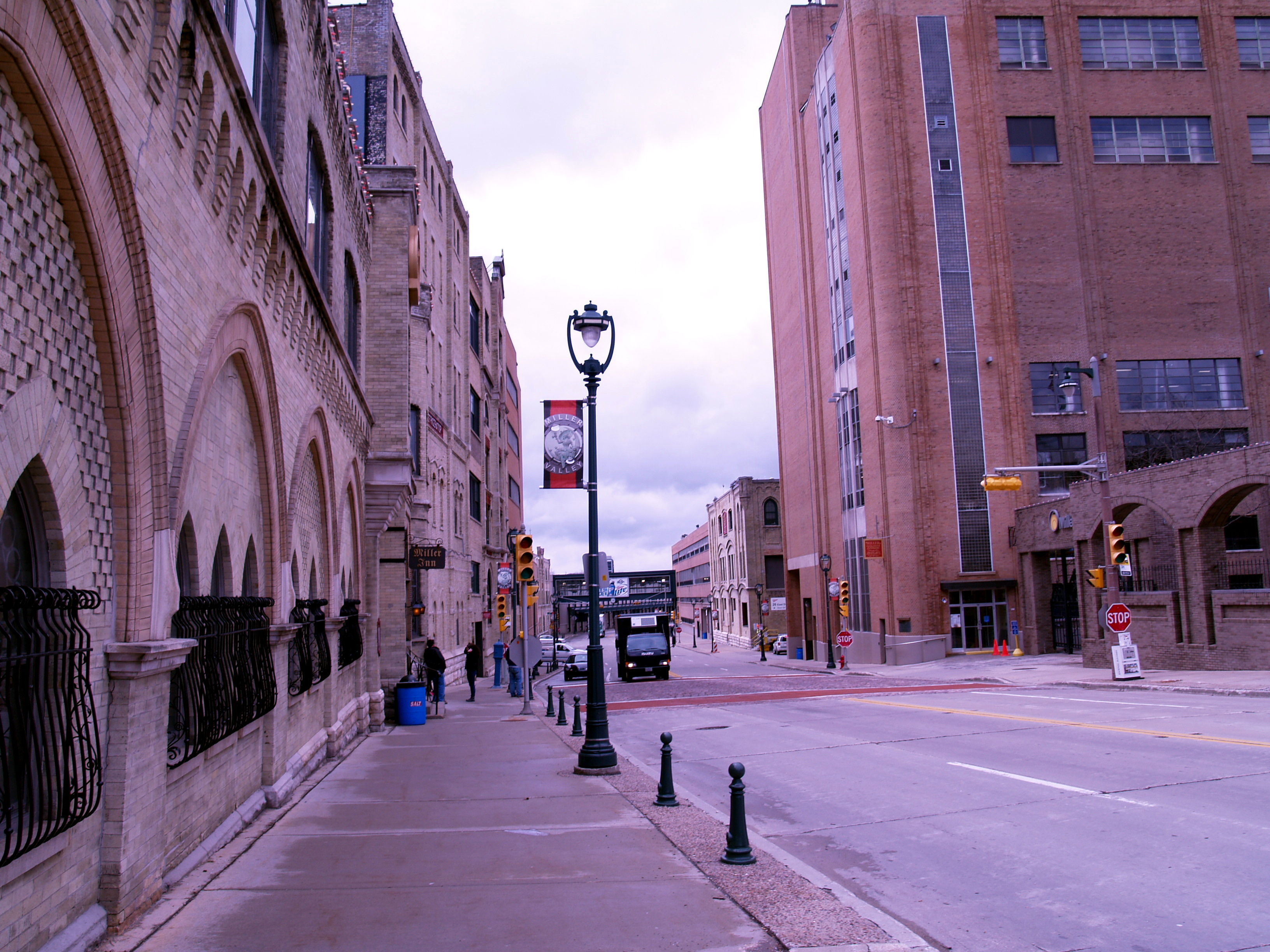
دره میلر در میلواکی، محل مجتمع شرکت آبجوسازی میلر

شرکت آبجوسازی میلر در سال ۱۸۵۵ پس از مهاجرت فردریک میلر از هوهنزولرن آلمان، و توسط او در سال ۱۸۵۴ با مخمر آبجو منحصر به فرد در میلواکی تأسیس شد. در ابتدا، او آبجوسازی کوچک پلانک رود را به قیمت ۲۳۰۰ دلار (۶۶۷۳۶ دلار در سال ۲۰۱۸) خریداری کرد. موقعیت کارخانه آبجوسازی در جایی که اکنون دره میلر نامیده می‌شود، دسترسی آسان به مواد خام تولید شده در مزارع مجاور را فراهم می‌کرد. در سال ۱۸۵۵، کمپانی میلر نام خود را به شرکت آبجوسازی میلر. تغییر داد این شرکت تا سال ۱۹۶۶ میلادی تحت مدیریت این خانواده باقی ماند.
شرکت آبجوسازی میلر یکی از شش کارخانه آبجوسازی بود که تحت تأثیر اعتصاب آبجوسازی میلواکی در سال ۱۹۵۳ قرار گرفت.